# Solidago tarda
Solidago tarda là một loài thực vật có hoa trong họ Cúc. Loài này được Mackenzie miêu tả khoa học đầu tiên năm 1933.